# Eric Nenninger
Eric John Nenninger (St. Louis, 19 de novembro de 1978) é um ator americano, mais conhecido por interpretar Scott Braddock no filme de terror Jeepers Creepers 2 (2003) e por seu papel recorrente como o cadete Eric Hanson na série Malcolm in the Middle.

## Vida e carreira
Nenninger nasceu em St. Louis (Missouri), Missouri, onde frequentou a Ladue Horton Watkins High School. Em 1997, mudou-se para Los Angeles com o propósito de entrar para a Academia Americana de Artes Dramáticas. Em 2000, começou a frequentar a Britsh American Drama Academy, em Oxford.
Nenninger atuou em dois filmes, Jeepers Creepers 2 e The Pool at Maddy Breaker's, e já apareceu em várias séries de televisão, entre as quais The X-Files, NCIS, CSI: Crime Scene Investigation, Generation Kill e Malcolm in the Middle. Teve um papel secundário na série Glory Daze. Em 2011, ele dublou e emprestou sua imagem ao personagem Matthew Ryan, um funcionário da empresa fictícia InstaHeat, no caso "The Gas Man" da Arson Desk, no jogo eletrônico L.A. Noire.
Ele é casado com a atriz Angel Parker, com a qual tem dois filhos.

## Filmografia
| Ano           | Título                                     | Papel                                 | Notas                                     |
| ------------- | ------------------------------------------ | ------------------------------------- | ----------------------------------------- |
| 2018          | 9-1-1                                      | Brian                                 | 3 episódios                               |
| 2018          | Living Biblically                          | Mitch                                 | Episódio: "David and Goliath"             |
| 2018          | Lucifer                                    | Frederick Hoffman                     | Episódio: "All Hands on Decker"           |
| 2018          | The Mick                                   | Wes                                   | Episódio: "The City"                      |
| 2017          | Amy's Brother                              | Neil                                  | Telefilme                                 |
| 2017          | Wet Hot American Summer: Ten Years Later   | Warner                                | 6 episódios                               |
| 2017-presente | One Day at a Time                          | Scott                                 | Telessérie, 6 episódios                   |
| 2017          | Pharmacy Road                              | Marido finlandês                      | Telefilme                                 |
| 2017          | Powerless                                  | Scott                                 | Telessérie, 1 episódio                    |
| 2016          | The Real O'Neals                           | Josh                                  | Telessérie, 1 episódio                    |
| 2016          | Rosewood                                   | Zachary wilford III                   | Telessérie, 1 episódio                    |
| 2016          | Criminal Minds                             | James O'Neill                         | Telessérie                                |
| 2015          | Wet Hot American Summer: First Day of Camp | Warner                                | 6 episódios                               |
| 2015          | Mad Men                                    | Bill Phillips                         | Telessérie, 1 episódio                    |
| 2014          | Mission Control                            | Gordie                                | Telefilme                                 |
| 2013          | Castle                                     | John Dessens                          | Telessérie, 1 episódio (5x19)             |
| 2013          | Raising Hope                               | Aaron                                 | Telessérie, 1 episódio                    |
| 2012–2013     | Kickin' It                                 | Diretor/Treinador Funderburk          | Telessérie, 6 episódios                   |
| 2010          | Glory Daze                                 | Damon Smythe                          | Telessérie, papel recorrente              |
| 2009          | Reconciliation                             | Grant Taylor                          | Longa-metragem                            |
| 2009          | 24                                         | Agente Davis                          | Telessérie, 1 episódio                    |
| 2009          | Bones                                      | Peter Kroon                           | Telessérie, 1 episódio                    |
| 2008          | NCIS                                       | Navy Corpsman Taylor Henley           | Telessérie, 1 episódio                    |
| 2008          | Generation Kill                            | Captain Dave "Captain America" McGraw | Telessérie, 7 episódios                   |
| 2004          | JAG                                        | Boatswain's Mate of the Watch         | Telessérie, 1 episódio                    |
| 2003          | Jeepers Creepers 2                         | Scott "Scotty" Braddock               | Longa-metragem                            |
| 2003          | The Pool at Maddy Breaker's                | Robert "Bob" Tull                     | Telefilme                                 |
| 2000–2009     | CSI: Crime Scene Investigation             | Jesse Overton e Policial Collins      | Telessérie, 2 episódios                   |
| 2000–2002     | Malcolm in the Middle                      | Cadete Eric Hansen                    | Telessérie, 28 episódios                  |
| 2000          | Opposite Sex                               | Kevin Dolby                           | Telessérie, 1 episódio                    |
| 2000          | ER                                         | Jeremy Barnes                         | Telessérie, 1 episódio                    |
| 2000          | The X-Files                                | Jared Chirp                           | Telessérie, episódio: "Signs and Wonders" |